# Bartomeu Oliver i Amengual
Mossèn Bartomeu Oliver Amengual (Sencelles, 1903-1993), fou un mestre expedientat pel govern franquista, reconegut per la seva defensa de la llengua i la cultura catalanes a l'illa de Mallorca i soci fundador de l'Obra Cultural Balear. Un dels premis 31 de desembre duu el seu nom.